# Хронологія світових рекордів з потрійного стрибку серед жінок
Світові рекорди з потрійного стрибку визнаються Світовою легкою атлетикою з-поміж результатів, показаних легкоатлетками на будь-яких аренах (в тому числі в приміщенні), за умови дотримання встановлених вимог.
Світові рекорди з потрійного стрибку серед жінок фіксуються з 1990.
Упродовж 1990—2023 Світова легка атлетика окремо фіксувала світові рекорди в приміщенні.

## Хронологія рекордів
| Результат                             | Атлетка           | Місто    | Дата       | Примітки          |
| ------------------------------------- | ----------------- | -------- | ---------- | ----------------- |
| 14,54                                 | Лі Хвейжун        | Саппоро  | 25.08.1990 |                   |
| 14,95                                 | Інеса Кравець     | Москва   | 10.06.1991 |                   |
| 14,97                                 | Йоланда Чен       | Москва   | 18.06.1993 |                   |
| 15,09                                 | Анна Бірюкова     | Штутгарт | 21.08.1993 |                   |
| 15,50                                 | Інеса Кравець (2) | Гетеборг | 10.08.1995 |                   |
| 15,67                                 | Юлімар Рохас      | Токіо    | 01.08.2021 | [ 1 ] [ 2 ] [ 3 ] |
| 15,74(i)                              | Юлімар Рохас (2)  | Белград  | 20.03.2022 | [ 4 ]             |
| 3 роки, 69 днів від дати встановлення |                   |          |            |                   |

## Хронологія рекордів у приміщенні
| Результат | Атлетка             | Місто     | Дата       | Примітки |
| --------- | ------------------- | --------- | ---------- | -------- |
| 14,14     | Галина Чистякова    | Глазго    | 03.03.1990 |          |
| 14,30     | Інеса Кравець       | Севілья   | 09.03.1991 |          |
| 14,39     | Інеса Кравець (2)   | Севілья   | 09.03.1991 |          |
| 14,44     | Інеса Кравець (3)   | Севілья   | 09.03.1991 |          |
| 14,46     | Йоланда Чен         | Москва    | 28.02.1993 |          |
| 14,47     | Інеса Кравець (4)   | Торонто   | 14.03.1993 |          |
| 14,61     | Інна Ласовська      | Москва    | 14.01.1994 |          |
| 14,78     | Інна Ласовська (2)  | Москва    | 27.01.1994 |          |
| 14,90     | Інна Ласовська (3)  | Льєвен    | 13.02.1994 |          |
| 15,03     | Йоланда Чен (2)     | Барселона | 11.03.1995 |          |
| 15,16     | Ашія Гансен         | Валенсія  | 28.02.1998 |          |
| 15,16     | Тетяна Лебедєва     | Будапешт  | 06.03.2004 |          |
| 15,25     | Тетяна Лебедєва (2) | Будапешт  | 06.03.2004 |          |
| 15,36     | Тетяна Лебедєва (3) | Будапешт  | 06.03.2004 |          |
| 15,43     | Юлімар Рохас        | Мадрид    | 21.02.2020 | [ 5 ]    |
| 15,74     | Юлімар Рохас (2)    | Белград   | 20.03.2022 | [ 4 ]    |